# Schötz
Schötz est une commune suisse du canton de Lucerne, située dans l'arrondissement électoral de Willisau.

## Histoire

Vue aérienne (1957)

La commune a annexé le 1er janvier 2013 l'ancienne commune d'Ohmstal.

## Monuments et curiosités
- L'église paroissiale Saint-Maurice est un bâtiment de style néo-roman construit par l'architecte lucernois Wilhelm Keller[3].
- L'église de pèlerinage Saints-Maurice-et-Etienne située à la périphérie sud du village est un mince bâtiment construit en 1660 au style encore gothisant[4].
- Dans le hameau de Hinter Buttenberg au sud de Schötz, la ferme Hunkeler est une imposante construction en bois datant de 1750 qui se développe sur 5 étages. Le bâtiment est classé à l'Inventaire suisse des biens culturels d'importance nationale et régionale (Inventaire PBC)[5].

## Musées
- Le Wiggertaler Heimatmuseum, temps préhistorique et art populaire. Y sont notamment exposées des trouvailles préhistoriques provenant du marécage de Wauwil.
- Le Museum in der Ronmühle, art populaire.
- Le Museum Bossardt-Amrein, temps préhistorique (privé).

## Manifestations
- La course cycliste de 24 heures

## Transport
- Autoroute A2, sortie 19 (Dagmersellen) à 6 km.